# Cymonomus soela
Cymonomus soela is een krabbensoort uit de familie van de Cymonomidae. De wetenschappelijke naam van de soort is voor het eerst geldig gepubliceerd in 2003 door Ahyong & Brown.